# 瑪美里人
瑪美里人，馬來西亞雪蘭莪州之加厘島上的原住民族，2006年人口約1300人。瑪美里族是屬于Senoi人6個部族之一，其他5族為Che Wong、Jahut、Semoq Beri、Semai和Temiar。
瑪美里人在加厘島上已經生存了約400年，到目前為止尚保存其傳統文化，族內多人對神明的力量深信不移。此族婦女多為編織好手，從小就自行編織瑪美里族的傳統服裝、家中擺設裝飾及籃子等；而該族男性多有木雕才能，他們的木雕藝術在國際上甚為知名，其中不乏世界級著名的木雕作品。

## 歷史
Mah Meri的意思是“森林之人”，Mah為人，Meri乃森林之意。瑪美里族之前被認為是Besisi或Sisi人，他們來自柔佛南部的島嶼，是為了逃避敵人的追擊輾轉到了雪蘭莪的凱利島。

## 經濟
瑪美里族古代主要以漁業為生，在古代，他們的漁業技術是非常出名的。現有部份人到凱利島附近的果園、農場工作，而此民族最主要的收入來源是來自于他們的木雕藝術。依2006年的價格，4-5公尺高的木雕約4-5千令吉，小木雕約100令吉左右。一位熟練的瑪美里族木雕好手月入約800令吉。

## 文化

### 木雕藝術
瑪美里族各種傳統的木雕與面具有460種。每個木雕或面具都包含著一段神話。木雕形象主要是各類神明、人類（主要是他們祖先的形象或象征）、以及各種動植物等。
瑪美里族木雕使用的原料，主要是尋獲自沼澤旁的一種硬木，瑪美里族稱之為“Nyireh Batu”。通常一座4-5公尺高的木雕，需要每天工作8小時，3-4月方能完成。而小木雕，只要3-7天。
在古代，瑪美里族還把木雕當成一種治病的物品，當有人患病時，巫師就會施法，把病人的疾病或“骯髒物”轉移到木雕上，以讓病人痊癒，過後把此木雕丟到河或海中，這些治病的木雕形象多是他們已去世的祖先。
面具在做法時也很重要，瑪美里族最重要的面具叫“Moyang Tok Naning”，瑪美里族將重要的面具掛在面對房子大門的牆上，作法時才取下佩戴。
居住在Kuala Langat，Sungai Bumbun的瑪美里族部落其木雕在2006年價值最高，國際級的作品多由此出。 

### 祖先日
祖先日(馬來文:Hari Moyang)是瑪美里族最重要的節日，當天他們會穿傳統服裝，戴面具，在為期2天的宴會中唱歌、跳舞，盡情歡樂。

### 傳統服裝
瑪美里族的傳統服裝由一種叫“Kayu Terap”的植物原料制成，他們先將“Kayu Terap”去皮，泡在水中兩天，然後捶平，制成衣物。

### 傳說
瑪美里族內口耳相傳著一個與莎士比亞所著的著名悲劇《羅密歐與茱麗葉》類似的傳說。
```
 
傳說內容
：
 很久很久以前，瑪美里族的國王去世，留下王后一人，很是孤獨。後來王后偶遇並愛上了一名外族男性，
 雖然面對族人的  反對，但二人仍然要
結婚
。
 族人不滿外人當他們的國王，欲設計下
毒
害此名外族男人，結果王后誤喝毒藥而亡。
```

## “雪州木雕戰士” - 拉昔依沙
瑪美里族的木雕藝術本稀為外人所知，後來能國際知名，馬來人拉昔依沙有一定的功勞。
拉昔依沙擁有資訊科技的專業文憑。1989年，他得知在士拉央拉貢山有原住民培訓及教育中心後，就熱心投入在幫助原住民的事業中。而後他與原住民一起，常年居住在森林中，他的兩個兒子是在森林中出生的。
期間，他接觸到瑪美里族的木雕，對他們有如此漂亮的木雕藝術感到驚訝。而後就投入協助發展瑪美里族木雕藝術。
2002年，在拉昔依沙的協助下，联合国教育科学文化组织中的“亞洲手工藝促進與發展協會”頒發14項獎項于瑪美里族的木雕及峇迪蠟染。
2006年2月，拉昔依沙獲馬來西亞的藝術、文化與文物部頒發“國家藝術大師獎”，以肯定其為瑪美里族木雕藝術發展的貢獻。
馬來西亞的数码电讯公司亦表揚他為“雪州木雕戰士”。

## 瑪美里族博物館
2005年，瑪美里族博物館在雪蘭莪洲雪邦的龍溪（馬來文：Dengkil）開張，這博物館建在一面積約2.4公顷的湿地上，由馬來西亞藝術、文化與文物部建立。
此博物館展出介紹瑪美里族的文化、語言、手工藝品等。